# Цзюй Вэньцзюнь
Цзюй Вэньцзю́нь (кит. 居文君, пиньинь Jū Wénjūn; род. 31 января 1991, Шанхай) — китайская шахматистка, гроссмейстер (2014). 17-я чемпионка мира (c 18 мая 2018 года). Победительница командного чемпионата мира (2009, 2011) и Олимпиад (2016, 2018). 23 ноября 2018 года Цзюй Вэньцзюнь стала первой чемпионкой мира, защитившей звание в нокауте.

## Биография
Цзюй Вэньцзюнь с детства предпочитала играть со взрослыми, зачастую игнорируя детские первенства планеты. В 13 лет китайская шахматистка заняла второе место в женском чемпионате Азии, затем выиграла национальный чемпионат и стала участницей турниров самого высокого ранга.
В составе сборной Китая участница 6 олимпиад (2008—2018) и 3 командных чемпионатов мира (2009—2013).
В 2012 году на чемпионате мира в Ханты-Мансийске Вэньцзюнь дошла до полуфинала, где проиграла будущей чемпионке Анне Ушениной.
29 декабря 2017 года Цзюй Вэньцзюнь стала победительницей чемпионата мира по быстрым шахматам, который проходил в Саудовской Аравии.
В мае 2018 года Цзюй Вэньцзюнь стала чемпионкой мира по классическим шахматам, обыграв Тань Чжунъи со счётом 5,5 — 4,5.
23 ноября 2018 года Цзюй Вэньцзюнь выиграла чемпионат мира, на тай-брейке победив россиянку Екатерину Лагно.
24 января 2020 года сохранила чемпионский титул, обыграв россиянку Александру Горячкину. В ходе матча каждая шахматистка выиграла по три партии, в результате чего матч перешёл в стадию тай-брейка. Итоговый счёт: 6(2,5) — 6(1,5) в пользу китайской шахматистки.
22 июля 2023 года защитила титул чемпионки мира, обыграв в матче соотечественницу Лэй Тинцзе со счётом 6½:5½.
28 января 2024 года в турнире Вейк-ан-Зее, Нидерланды, впервые чемпионка мира (Цзюй Вэньцзюнь) сыграла вничью с чемпионом мира (Дин Лижэнем) в турнире с классическим контролем.
В конце 2024 года стала вице-чемпионкой мира по быстрым шахматам, уступив победительнице Хампи Конеру пол-очка.
В апреле 2025 года защитила титул чемпионки мира по шахматам, обыграв в матче свою соотечественницу Тань Чжунъи со счётом 6½—2½.